# Лисица, Юрий Трофимович
Юрий Трофимович Лисица (род. 19 мая 1947, Тростянец, Винницкая область) — советский и российский учёный, доктор физико-математических наук (2001), профессор кафедры миссиологии в Православном Свято-Тихоновском гуманитарном университете.

## Биография
Родился 19 мая 1947 года в селе Тростянец Тульчинского района Винницкой области Украинской ССР в семье служащих. Отец — инженер-технолог пищевой промышленности Трофим Арсентьевич Лисица; мать — учительница истории Клавдия Дмитриевна Гладкова. Окончил среднюю школу № 1 города Бершади Винницкой области.
В 1965 году поступил на факультет физико-математических и естественных наук Университета Дружбы народов им. Патриса Лумумбы в Москве, который окончил в 1970.. Затем там же продолжил обучение в аспирантуре и в 1973 защитил кандидатскую диссертацию «Продолжение отображений и факторизационная теорема», после чего до 1974 служил в рядах Советской армии. Автор ряда научных публикаций по полученной специальности..
С 1973 по 1995 год работал ассистентом, доцентом на различных математических кафедрах Московского энергетического института.
С 1993 по 2008 являлся составителем 28 томов собрания сочинений философа И. А. Ильина, а также ряда статей о нём.
С 1995 по 2013 работал доцентом, а затем профессором кафедры математического анализа и теории функций Российского университета дружбы народов. В 2001 году защитил диссертацию «Когерентные гомотопии, гомологии, когомологии и сильная теория шейпов» на соискание учёной степени доктора физико-математических наук.
В 2005 году принимал участие, как представитель наследников И. А. Ильина, в перезахоронению останков И. А. Ильина и Н. Н. Ильиной в некрополе Донского монастыря в Москве.
С 2005 года — заведующий кафедрой миссиологии и профессор кафедры религиоведения ПСТГУ.
С 2018 года ведущий научный сотрудник Российского научно-исследовательского института культурного и природного наследия имени Д. С. Лихачёва.

## Публикации
- И. А. Ильин как правовед и государствовед // «Вопросы философии». — М., 1991. — № 5. — С. 146—158.
- Иван Александрович Ильин (Историко-биографический очерк) // И. А. Ильин, Собрание сочинений в десяти томах, т. 1. — М.: «Русская книга», 1993. — С. 5-36.
- Библиография И. А. Ильина // И. А. Ильин, Сочинения в двух томах, т. 2, Приложение к журналу «Вопросы философии», М., 1994. — С. 513—559.
- Проблема государственного строительства и гражданского общества (Предисловие составителя) // И. А. Ильин, Основы государственного устройства. Проект основного закона Российской империи. — М.: «Рарог», 1996. — С. 3-41.
- Иван Ильин и Россия (Неопубликованные фотографии и архивные материалы). Альбом. — М.: «Русская книга», 1999. — 190 с.
- Консервативная мысль Ивана Ильина // И. А. Ильин. О воспитании национальной элиты. М.: «Жизнь и мысль», 2001. — С. 5-14.
- Strong Bonding Homology and Cohomology // Topology and its Applications, Noth-Holland, 2005. V. 153. — P. 394—447.
- О добре и зле. (От составителя к книге Ильина «О сопротивлении злу силою» (включая полемику вокруг идеи Ильина) 576 с.). — М., 2005. — С. 3-28.
- Il’in, Ivan Aleksandrovich (1883—1954) // Encyclopedia of philosophy, second edition. Editor-in-Chief Donald M. Borchert, Ohio University, 2005. V. 10.
- Иван Александрович Ильин // «Энциклопедия русского Зарубежья» (под ред. С. С. Хоружего). — М., 2005.
- Философия И. А. Ильина и современные проблемы (Материалы III Всероссийских научно-богословских чтений, посвященных творчеству И. А. Ильина «Духовно-нравственный прорыв к сильной России») // Русский экономический вестник. — Екатеринбург, 2005. — Вып. № 4. — С. 28-37.
- Лисица «Иван Ильин — провозвестник Грядущей России // Буклет для акции перезахоронения останков И. А. и Н. Н. Ильиных: текст и фотографии. — М.: Российский Фонд Культуры, 2005. — 62 с.
- Вечные основы жизни» (вступит. статья) // И. А. Ильин «Путь духовного обновления». — «Русская книга — XXI век», Москва. — 2006. — С. 3-12.
- Дар сердечного созерцания (вступит. статья) // И. А. Ильин «Огни жизни». — «Русская книга — XXI век», Москва. — 2006. — С. 5-16.
- Идеи и идеалы русской культуры. (вступит. статья) // И. А. Ильин «Сущность и своеобразие русской культуры». — М.: Русская книга — XXI век, 2007. — С. 3-12.
- Философия религиозной цельности Ивана Ильина // Материалы V Всероссийских Ильинских научно-богословских чтений 9-13 мая 2007 г. // Русский экономический вестник. — Екатеринбург: Уральский институт бизнеса, 2007. — С. 217—224.
- Лекции И. А. Ильина в Императорском Московском университете // Материалы конференции «Духовные основы жизни: философско-религиозное и культурно-педагогическое наследие И. А. Ильина в XXI веке». — Самара, 2007. — С. 29-47.
- Комментарии к книге И. А. Ильина «Я вглядываюсь в жизнь». — М.: Эксмо, 2007. — С. 511—523.
- Творческое наследие И. А. Ильина и его значение для современной России // Учение И. А. Ильина о праве, власти и социальной культуре России. Материалы научно-практической конференции, посвященной 125-летию выдающегося правоведа и философа И. А. Ильина. — М.: Комитет Совета Федерации по конституционному законодательству, 2008. — С. 17-23.
- Семья как первоначальная школа любви, веры, свободы и совести в освещении Ивана Ильина // XVI Международные Рождественские образовательные чтения. Семья в век глобализации. — Москва-Самара, 2008. — С. 109—123.
- Аксиомы политической жизни (вступительная статья) // И. А. Ильин. Наши задачи. Т. 1. — М.: Айрис-пресс, 2008. — С. 5-28.
- О предметном обстоянии по Ильину // Материалы международной научной конференции «Идейное наследие И. А. Ильина и современность». — Калининград, 2008. — С. 3-14.
- Ильин Иван Александрович // Московская энциклопедия, Т. 1: Лица Москвы. — М., Фонд «Московские энциклопедии», 2008, кн. 2: И-Н. — С. 43-44.
- Узнавание Гоголя: отец Г. Флоровский и Иван Ильин о Гоголе // Альманах «Злой Град». — Козельск, 2009. — Вып. 9. — С. 8-24.
- О Богооткровенном и человеческом знании. О языческих проявлениях в философских системах // Богословие, история и практика миссий. Альманах миссионерского факультета ПСТГУ. Вып. 1. — М., 2010. — С. 29-47.
- Логика логоса и современная нефундированная теория познания // Гуманитарное пространство. — 2015. — № 5. — С. 895—904.
- Об объективном обстоянии в теории познания // XXVI Ежегодная богословская конференция Православного Свято-Тихоновского гуманитарного университета: Материалы. — М.: Изд-во ПСТГУ, 2016. — 356 с.
- «Иван Ильин: диагноз русской революции» // Консервативный сайт РУССКАЯ!DEA. 2017.
- Фундаментальные основы государственного строительства (по Учению о Правосознания Ивана Ильина) и настоящее положение дел в современной России // Журнал Института Наследия. — 2018. — № 2. — С. 37-42.
- Смысл, или концепт, смерти в религии // XXVII Ежегодная богословская конференция Православного Свято-Тихоновского гуманитарного университета: Материалы. — М.: Изд-во ПСТГУ, 2018. — С. 30-33.
- Теологические предпосылки в естественных и гуманитарных науках (на примерах математики, физики, философии Ивана Ильина и теории права Карла Шмитта) // XXVIII Ежегодная богословская конференция Православного Свято-Тихоновского гуманитарного университета: Материалы. — М.: Изд-во ПСТГУ, 2018. — С. 28-31.
- Вера как знание и знание как вера // XXIX Ежегодная богословская конференция Православного Свято-Тихоновского гуманитарного университета: Материалы. — М.: Изд-во ПСТГУ, 2019. — С. 46-51.
- И. А. Ильин как публицист и аналитик исторических событий // И. А. Ильин. Собр. соч. «Новая национальная Россия» [Т. 31]. — М.: Институт Наследия, 2019. — С. 7-38.
- Знание как вера-аксиома и вера как аксиома-знание // Гуманитарное пространство, 2019. — С. 550—560.
- Иван Ильин о проблеме различных конфессий и народностей Российской Империи // Гуманитарное пространство. — 2020. — № 4. — С. 479—500. — doi:10.24412/2226-0773-2020-4-479-500.
- Масштабизация пространства в эмпирическом, психологическом и духовном планах // XXX Ежегодная богословская конференция Православного Свято-Тихоновского гуманитарного университета: Материалы. — Изд-во ПСТГУ, М., 2020. — С. 25-29.
- Иван Ильин — провозвестник грядущей России (Нравственные основы политической философии) // И. А. Ильин. Собр. соч. «О возрождении и обновлении Россия» [Т. 32]. Институт Наследия. М., 2021. — С. 5-35.
- Фёдор Достоевский и Иван Ильин о причинах русской революции (к 100-летию русской революции) // Гуманитарное пространство. Международный альманах. Т. 10, № 9, 2021. — С. 1198—1215.